# Parowan
Parowan [ˈpærəwɑːn]  är administrativ huvudort i Iron County i Utah. Orten hade 2 790 invånare enligt 2010 års folkräkning.

## Kända personer från Parowan
- Alma Richards, friidrottare